# Cucullia simoneaui
Cucullia simoneaui là một loài bướm đêm trong họ Noctuidae.